# Christiane Vulpius
Christiane Vulpius (křtěna jako Johanna Christiana Sophia Vulpius, 1. června 1765 – 6. června 1816) byla milenka a žena Johanna Wolfganga von Goethe.
Roku 1788, kdy byla mladou ženou z Výmaru, jí Goethe věnoval svoje Římské elegie. Žili spolu v nelegalizovaném stavu až do roku 1806, kdy uzavřeli manželství. Christiane byla sestra Christiana Augusta Vulpia. Stala se nejdůležitější ženou v Goethově životě. Na rozdíl od Goethova přátelství s duchaplnou Charlotte von Stein hrála sexualita ve vztahu mezi ním a Christiane velkou roli.
Goethe si Christiane Vulpius vzal za manželku den poté, co mu zachránila život, když ho bránila před francouzskými vojáky, kteří vpadli do jeho domu. Christiane a Goethe měli spolu syna Karla Augusta (nar. 1789). Další čtyři děti se nedožily dospělosti. Karl August zemřel v roce 1830; jeho vdova Ottilie se starala o Goetheho až do jeho smrti roku 1832.

## Dílo
- Seznam děl v Souborném katalogu ČR, jejichž autorem nebo tématem je Christiane Vulpius

## Fotogalerie

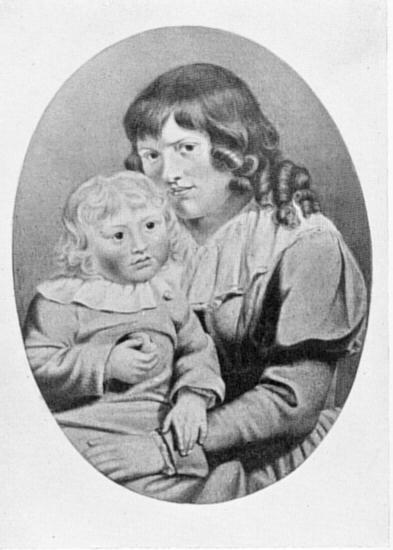
Christiane se svým synem Augustem Goethem (1789-1830) roku 1793
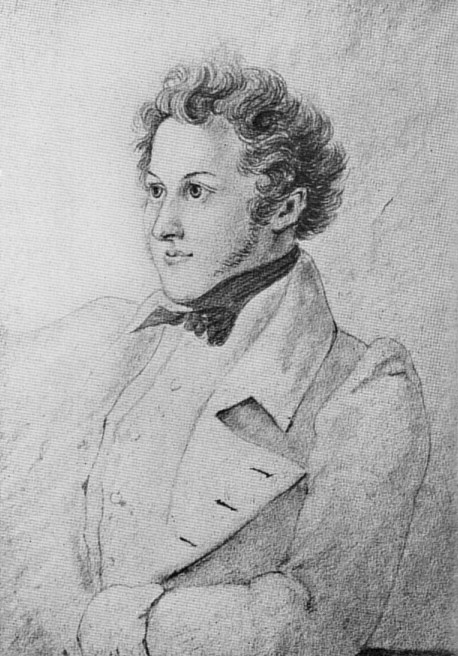
Syn August von Goethe
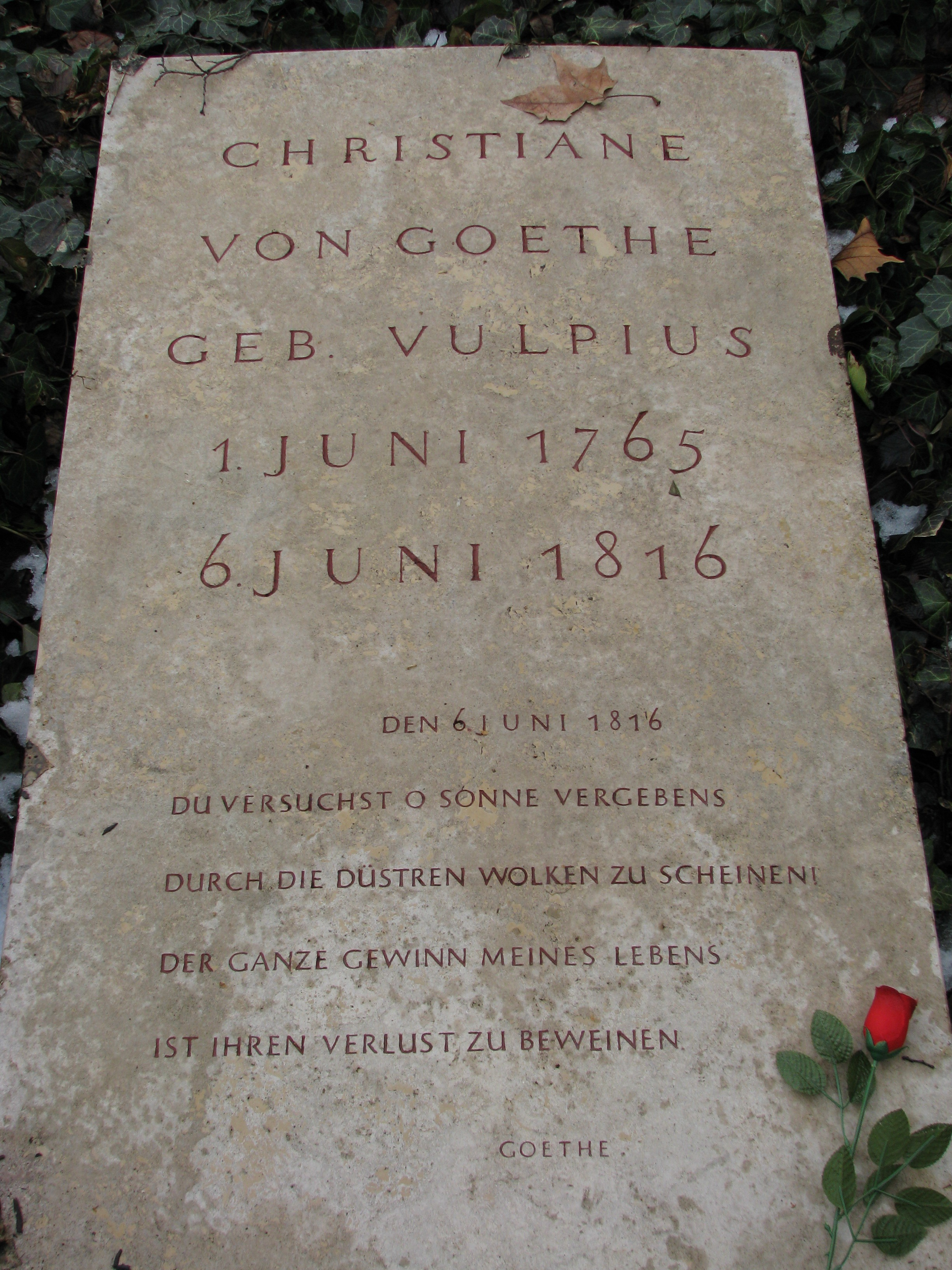
Hrob Christiane von Goethe ve Výmaru (Jacobsfriedhof Weimar)
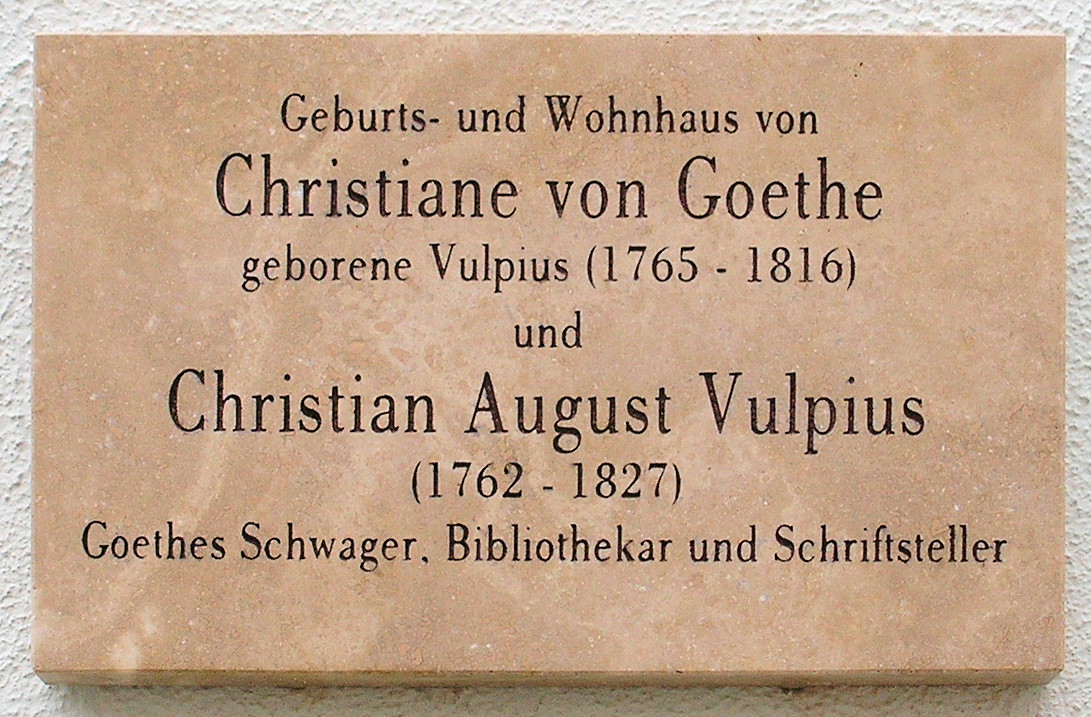
Pamětní deska ve Výmaru (Luthergasse 5, Weimar)
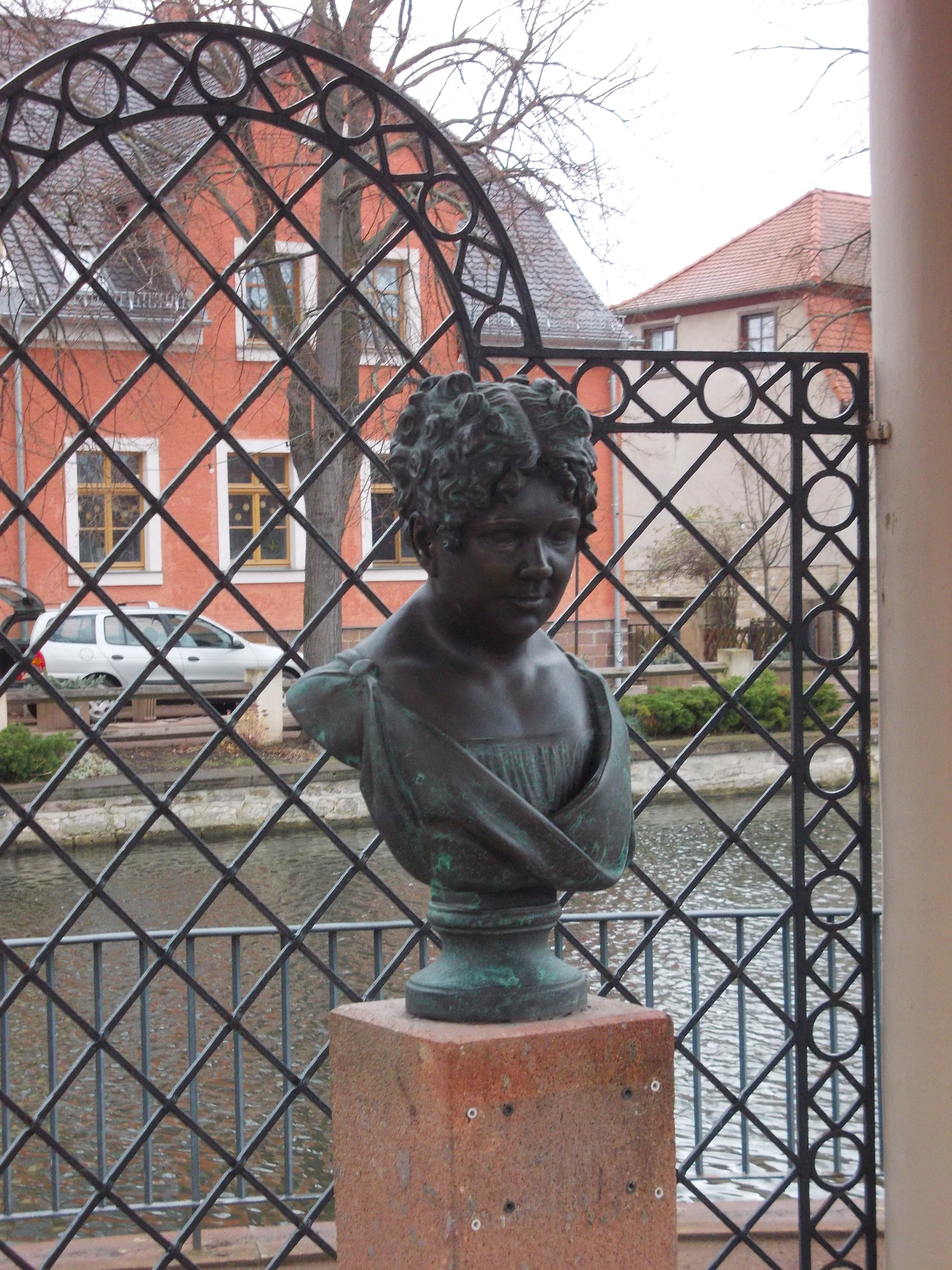
Busta Christiane v německém Bad Lauchstädtu (Sasko-Anhaltsko)